# Sekundærrute 275

Sekundærrute 275 er en rutenummereret landevej på Lolland.
Ruten strækker sig fra Rødbyhavn til Søllested.
Rute 275 har en længde på ca. 25 km.